# Martin Zerzuben
Martin Zerzuben (* 2. Februar 1981 in Visp) ist ein Schweizer Eishockeytorhüter, der seit 2012 für den EHC Visp spielt.

## Karriere
Zerzuben startete seine Karriere beim EHC Visp aus der Nationalliga B, die er 1999 in Richtung SCL Tigers aus der Nationalliga A verliess. 2001 erfolgte der Wechsel zum EHC Biel aus der NLB, für den der Goalie bis auf ein Gastspiel beim EV Zug bis zur Saison 2005/06 spielte. Seit der Spielzeit 2006/07 ist er für den Walliser Verein HC Sierre Anniviers in der NLB tätig.
Martin Zerzuben wechselte auf die Playoffs im Jahr 2011/12 zurück zu seinem Stammclub, dem EHC Visp, und unterschrieb dort einen Dreijahresvertrag.

## Erfolge und Auszeichnungen
- 2014 Meister der National League B mit dem EHC Visp